# 開かずの踏切
開かずの踏切（あかずのふみきり）とは、遮断機が降りた状態が長時間続き、自動車や歩行者の通行が困難な踏切。運行本数が多い鉄道路線や、複数の線路が並走している区間で、特に駅近くが「開かずの踏切」となりやすい。
日本での呼称であり、国土交通省は自動車・歩行者から見て踏切道が遮断されている時間がピーク時において1時間（60分）当たり40分以上と定義し、2021年9月末時点で500カ所以上あるとしている。

## 用語
「開かずの踏切」は、20世紀以降の日本語。古くからの日本語「開かずの門（不開門、あかずのもん）」「開かずの間（あかずのま）」が関連していると考えられる。
英語には該当する語は存在せず、この状態を表すのには "railroad crossing without opening"（あるいは "railroad" を略す）などという言い回しが見受けられる。

## 概要

### 日本
国土交通省（旧・運輸省）では、「緊急に対策の検討が必要な踏切」として、「ピーク時の遮断時間が1時間あたり40分以上となる踏切」と定義される「開かずの踏切」と、「1日あたりの踏切自動車交通遮断量が5万台時以上となる踏切」または「1日あたりの踏切自動車交通遮断量と踏切歩行者等交通遮断量の和が5万台時以上かつ1日あたりの踏切歩行者等交通遮断量が2万台人時以上になる踏切」と定義される「ボトルネック踏切」と、「歩道が狭隘な踏切」を挙げている。
このうち開かずの踏切は、1999年度に日本全国に約1,000箇所、2007年度に約600箇所あり、その半数にあたる約300箇所は東京都内にあった。近年は連続立体交差事業等の進展で開かずの踏切の除却が積極的に進められており、都内においては2007年度から2012年10月までに80箇所が除却され、以後も70箇所以上を除却する計画がある。
大都市圏を走る鉄道路線の朝夕の通勤ラッシュ時には列車の運行本数が極めて多いため、踏切の遮断時間が長く、特に通過列車が多い複線・複々線の踏切では上下対向・後続の列車の通過が重なり、開かずの踏切になりやすい。さらに駅至近の踏切では、停車列車の過走防護のため電車が踏切を通過するかなり前のホーム入線時から遮断機が下りていることが多く、遮断時間がより長くなる。
開かずの踏切では、長い踏切待ち時間が自動車などの交通渋滞を発生させ通行者のストレスを高める。通行者や自動車が開いている短い時間に急いで一斉に通行するため、混雑による転倒・衝突事故などを誘発するほか、高齢の歩行者や幼児連れの親子などが踏切が開いている間に渡りきれない事態が発生したり、特に通勤時間帯では仕事や学校に遅刻しないようにという一心から、歩行者・自動車が待ち時間を嫌って遮断機が下りかけているもしくは下りた後にも関わらず遮断器を潜り抜けて強行突破（駆け込み横断）し、人身事故・物損事故の要因となっている。踏切待ちによる時間損失を貨幣価値に換算すると年間約1兆5,000億円にも上ると試算されている。
開かずの踏切の抜本的な対策は、線路や道路の立体交差化（高架化・地下化）による踏切の除却であり、線路の連続立体交差事業は国からの補助のもと自治体の負担によって行われる。近年では開かずの踏切の解消が積極的に進められているが、立ち退きや工事騒音や日照権問題などによる住民の反対、財政状況の悪化、地価や資材価格の値上り、既設路線を運行しながらの工事により、事業に莫大なコストと時間がかかる実態は依然として解消されていない。

## 対策
開かずの踏切については、交通の円滑化、踏切事故防止、地域分断の解消を目的に、踏切の立体化をはじめとした対策がとられている。
- 連続立体交差事業 - 鉄道の一定区間を高架化または地下化することで、その区間内にある複数の踏切道をまとめて取り除く事業。
- 単独立体交差事業 - 踏切道を単独で立体交差化し、当該の踏切道を取り除く事業。
- 新設立体交差事業 - 道路のバイパスなどを整備する際に、鉄道と立体交差させ、近接する踏切道の交通の転換を図る事業。

以下の3つは踏切の立体化を伴わない対策である。
- 構造改良事業 - 接続する道路の幅員よりも狭い踏切道の拡幅や交差角・線形・勾配・見通し距離等の条件が悪い踏切道の改善を行う事業。
- 歩行者等立体横断施設整備事業 - 既存踏切道の近傍に新たに横断歩道橋などの歩行者等専用の通行のための施設を設置する事業。
- 保安設備整備 - 踏切遮断機、踏切警報機、踏切警報時間制御装置および高規格化保安設備の設置により、安全性の向上や遮断時間の適正化を図るもの。

### 線路の高架化・地下化
道路交通が多く、鉄道路線が少ない場合、線路の高架化もしくは地下化という方法を取ることが多い。立体化により複数の踏切をまとめて除却することを連続立体交差化という。

### 道路の高架化・地下化
道路側が単独で高架化もしくは地下化することにより踏切を立体化することを単独立体交差化という。鉄道路線が多くて連続立体交差化が難しいなどの理由でこの方法がとられることもある。
実例
- 東海道本線 東海道踏切（戸塚大踏切）

戸塚駅北側に国道1号（東海道）の踏切があった。通過する旅客列車（東海道線・横須賀線）・貨物列車（東海道貨物線）双方の本数の多さが要因となっており、遮断時間は1時間あたり最大56分、1日あたり14時間に上っていた。朝夕ラッシュ時の一部時間帯で車両通行止めの措置が執られていたが、2015年（平成27年）3月25日に線路の下を潜る地下車道「戸塚アンダーパス」が開通し、踏切は閉鎖された。アンダーパスには歩道はないため、歩行者は踏切があった位置にある2014年（平成26年）1月18日に完成した「戸塚大踏切デッキ」を利用する。
- 東北本線 浦和駅 - 北浦和駅間の踏切

現在の埼玉県道65号さいたま幸手線（旧中山道）が平面交差していたが、線路部分を掘り下げて架橋し、南側に浦和橋が1931年（昭和6年）7月20日に開通した。
- 大宮駅構内第一川越踏切道

二級国道129号東京環状線（現・埼玉県道2号さいたま春日部線）が平面交差していたが、1961年（昭和36年）8月に大栄橋が開通した。

### 跨線橋・地下道
歩行者が多い場合は、跨線橋や地下道を設置するだけでも意味がある。
実例
- 阪和線 杉本町駅

「開かずの踏切問題・東口設置計画」を参照のこと。
- 東海道本線（JR京都線） 東淀川駅

駅北側に北宮原踏切が、同じく南側に南宮原踏切があった。通過する旅客列車・貨物列車双方の本数の多さが要因となっており、遮断時間は南宮原踏切で1時間あたり最大57分、1日あたり16時間に上っていた。付近に歩道橋と前述の地下道があったがいずれもバリアフリー非対応であり、交通弱者は踏切を横断するしかないほか、遮断機が上がった状態の時間が短いことから自動車の一時停止も禁止していた。
2011年（平成23年）4月11日にはエレベーターのみで昇降可能な跨線橋が既に設置されていたが、その跨線橋を大規模に拡張し、2018年（平成30年）11月11日に橋上駅舎および自由通路の供用が開始され、両踏切は閉鎖された。なお、代替する地下道が近くにあるが桁下制限高1.5メートルであるため、車高の高い車は新大阪駅近くにある歌島豊里線まで迂回する必要がある。

### 廃止
最終的に踏切そのものを無くす方向で対策し、根本的解決を図る。
実例
- 東海道本線 総持寺踏切

横須賀線・東海道線・京浜東北線・東海道貨物線と計11本の線路をまたぐ長大踏切。旅客列車の本数の多さに加えて、鶴見駅で合分流する東京貨物ターミナル駅・武蔵野線両方面の貨物列車も要因となっていた。遮断時間は1時間あたり最大58分、1日あたり15時間に及んでおり、監視員が常駐していた。北側に隣接してエレベーター・自転車用スロープ併設の歩行者用跨線橋が設置されており、歩行者は跨線橋を利用するよう促す看板が設置されていた。
カーブ上にあり、西側を鶴見線が、東側を京急本線が共に高架で通過しているが、1978年（昭和53年）の高架化までは京急本線にも踏切が設置されていた。
2012年4月1日にこの踏切は廃止された。
- 大阪環状線 一ツ家踏切

新今宮駅 - 天王寺駅間にかつて存在した。関西本線（大和路線）を乗り越すために高架線になっている大阪環状線外回り線を除き、大阪環状線内回り線・関西本線（大和路線）の列車や阪和線との直通列車も通過する地点に位置するため、朝ラッシュ時には1時間で最大54分踏切が閉まったままという、まさに開かずの踏切であった。線路内に立ち入るトラブルや人身事故につながるケースもあり、数多くの列車に影響が出ることから2012年7月1日をもって廃止された。なお、代替する地下道が近くに無いため、各線天王寺駅近く・もしくはOsaka Metro動物園前駅出入口近くのジャンジャン横丁連絡地下道（大阪環状線・関西本線をアンダーパスする）付近まで迂回する必要がある。

### 「賢い踏切」の導入
JR東日本横浜支社は、南武線向河原駅の踏切で、列車種別（同駅を通過する快速列車か各駅停車か）を識別して踏切の遮断を1時間当たり数分短縮する「賢い踏切」としての運用を2022年（令和4年）12月に始める予定である。

### 日本における改良策定義務案件
ここでは、日本において、2020年度までに改良もしくは改良計画の策定が義務付けられた開かずの踏切について解説する。
2016年4月の改正踏切道改良促進法の施行を受けて、自治体や鉄道会社は2020年度までに開かずの踏切等の問題のある踏切を改良すること（連続立体交差事業などの大規模計画の場合には改良計画の策定）が義務付けられた。これを受けて国土交通省は同月に「改良すべき踏切道」の第1弾として全国58箇所の踏切を指定した。このうち「開かずの踏切（第2条第3号）」は東京都27箇所、その他3箇所の計30箇所であった。第1弾指定の改良すべき踏切道のうち開かずの踏切は次のとおり。
- 東京都
  - 京王線
    - 代田橋1、4、6、7、8号踏切
    - 明大前1、2、3、4号踏切
    - 下高井戸1号踏切
    - 下高井戸2、3号踏切
    - 下高井戸5号踏切
    - 桜上水3、5号踏切
    - 上北沢2号踏切
    - 八幡山2号踏切
    - 芦花公園1、3、4、5号踏切
    - 千歳烏山2、3、4、6号踏切

  - 西武池袋線
    - 石神井公園第10号踏切（大泉学園駅）

  - 小田急小田原線
    - 代々木八幡1号踏切（代々木八幡駅）
- 神奈川県
  - 南武線
    - 平間駅前踏切 （平間駅）
- 大阪府
  - 阪急京都本線、共に摂津市駅を挟む形で設置されている。
    - 坪井踏切
    - 産業道路踏切

#### 課題のある踏切道
2016年（平成28年）6月、国土交通省は「課題のある踏切道」として全国1,479箇所を抽出し、それらの課題や対策方針を取りまとめた「踏切安全通行カルテ」を公表した。2017年（平成29年）1月、国交省は「改良すべき踏切道」の第二弾として新たに529箇所を指定した。
課題のある踏切道とは、以下の問題がある踏切道のことで、この中にも多くの開かずの踏切が含まれている。
| 分類                   | 詳細・指定基準等 |
| ---------------------- | --- |
| 開かずの踏切           | ピーク時間の遮断時間が1時間当たり40分以上。 |
| 自動車ボトルネック踏切 | 交通量が多く渋滞の原因となっている踏切。頻繁に遮断したり遮断時間が長く交通の流れを大きく阻害している踏切。1日の踏切自動車交通遮断量が5万以上。 |
| 歩行者ボトルネック踏切 | 歩行者の滞留の原因となっている踏切。1日あたりの踏切自動車交通遮断量と踏切歩行者等交通遮断量の和が5万以上、かつ1日あたりの踏切歩行者等交通遮断量が2万以上。 |
| 歩道が狭隘な踏切       | 前後の道路に比べ歩道が狭い、もしくは前後の道路に歩道があるのに歩道がない踏切のうち、 1) 以下全てを満たす ・前後道路の車道部幅員が5.5m以上 ・前後の歩道に比べ踏切内の歩道が1.0m以上狭い ・1日の自動車交通量が1千台（通学路では500台）以上（1日当たりの歩行者交通量が500人を越える場合は除外） ・1日歩行者交通量が100人（通学路では40人）以上 2）上記の基準のうち1つ以上で基準を大幅に上回るなど緊急的な対策が必要な箇所 |
| 通学路要対策踏切       | 通学路にもかかわらず歩道がない、あるいは狭隘であったり、危険性が指摘されている踏切。 |
| 事故多発踏切           | 事故が多発する危険な踏切。事故の発生が直近5年以内に2回以上。 |

## 歴史

### 関連する事件・事故
- 2003年（平成15年） - JR中央線高架化工事に際し、三鷹駅 - 国分寺駅間で踏切の横断距離が延び、また、遮断時間が工事前よりも増える箇所が出るなどしたため、一時期社会問題となった。その後、切替工事が進んだため、横断距離は多くの箇所で以前と同程度に戻り、2009年12月の線路切替工事で全て高架となり、同区間内の踏切は全廃となった[26]。
- 2005年（平成17年）
  - 3月 - 東武伊勢崎線の竹ノ塚駅近くの踏切において踏切保安係の誤操作が原因で人身事故が発生[27][28][2]。担当の保安係1名は通行者からの苦情を避けたいがために規則を無視して自らの判断で遮断棒を上げ下げする行為を日常的に繰り返しており、事故を機に明らかになった係る事実は大いに問題であった[27][28][29][30][31]。その後、事故の原因となった保安係は業務上過失致死傷罪で逮捕・起訴され、禁錮1年6か月の実刑判決を受けた（東武伊勢崎線竹ノ塚駅踏切死傷事故も参照）[32][30][31]。該当の踏切の開閉はその後自動化されたが、踏切の解消に向けて連続立体交差事業が進められた[33]。

- 10月 - 東海道本線（京浜東北線・東海道線）の大森駅 - 蒲田駅間の開かずの踏切で発生した死傷事故では、列車ダイヤの乱れが原因で30分以上遮断機が下り続け、踏切に「こしょう」（故障）との表示が出ていた。これは踏切の故障でなくとも遮断機が30分以上下りていた場合は自動的に表示されるが、この表示が原因で「踏切の故障で遮断機が下り続けている」と通行者の誤解を受けたのではないかとの指摘がなされ、東日本旅客鉄道（JR東日本）では踏切の故障表示について見直しをするとの発表を行った。なお、これと同類の事故が2006年3月に東海道本線（JR東海）三河大塚駅 - 三河三谷駅間の踏切でも発生した。これらの事故を受け、国土交通省は「こしょう」の表示を廃止するよう全国の鉄道事業者に指示した。

- 2006年（平成18年）7月 - 東武東上本線の池袋駅 - 北池袋駅間および埼京線の池袋駅 - 板橋駅間の開かずの踏切で東上本線の池袋発志木行き下り各駅停車に親子がはねられる事故が発生、母親は死亡し子供は重傷を負った。この親子は遮断機が下りていた踏切をくぐった男性に続いて踏切内に進入した模様。この踏切は以前から遮断機が下りている状態での歩行者の横断が目立っていて、2001年（平成13年）にも男性が埼京線の列車にはねられる死亡事故が起きていることも明らかになっている。また、事故当日は併走する埼京線のダイヤが乱れ、70～80分間も踏切が開かない時間があった。
- 2008年（平成20年）8月 - 東海道本線（JR京都線）の摂津富田駅 - 茨木駅間にある富田村踏切で、踏切内に入っていた男性が高槻発新三田行き下り普通列車にはねられ死亡した[37]。この踏切は、2007年（平成19年）9月に電動車椅子の男性がはねられて死亡するなど、事故による死者が2005年以降だけで5人に上っていたため国土交通省では抜本的な対策を講じるように西日本旅客鉄道（JR西日本）に要求してきており、 これを受けて同社は、「開かずの踏切」の状態を緩和するため、種別に応じて遮断時間を変え閉塞時間を最小限に抑える新システムを2008年秋に導入することを発表した矢先の事故であった[37][38]。
- 2009年（平成21年）1月 - 阪急京都線南方駅の隣に位置する御堂筋東踏切で、高校1年生の女子生徒が、正雀車庫から梅田駅に向かう下り回送電車にはねられ死亡した。この女子高校生は上りの梅田発北千里行きの普通列車が通り過ぎた後に遮断機をくぐり踏切内に入り込んだ。この踏切は地元では開かずの踏切として知られていた。事故に遭った女子高校生は、実用英語技能検定試験を受験するために待ち合わせ場所へ向かうため急いでいた。
- 2013年（平成25年）5月5日 - 10時50分頃、広島県広島市西区の山陽本線と広島電鉄の踏切で、踏切待ちの長さに立腹した男が遮断棒を切断し逮捕された。
- 2015年（平成27年）2月12日 - 2014年12月22日0時15分頃に大和西大寺駅付近の踏切で列車に投石したとして、当時49歳の男が列車往来危険と器物損壊の疑いで逮捕され、「遮断機が上がらず腹が立った」と供述した。